# 871 Амнеріс
871 Амнеріс (1917 BY, 1930 DD, 1953 EZ, A907 JA, 871 Amneris) — астероїд головного поясу, відкритий 14 травня 1917 року.
Тіссеранів параметр щодо Юпітера — 3,635.